# William Faversham
William Faversham est un acteur, metteur en scène et producteur de théâtre anglais, né le 12 février 1868 à Londres (Angleterre), mort le 7 avril 1940 à Long Island — Bay Shore (État de New York).

## Biographie

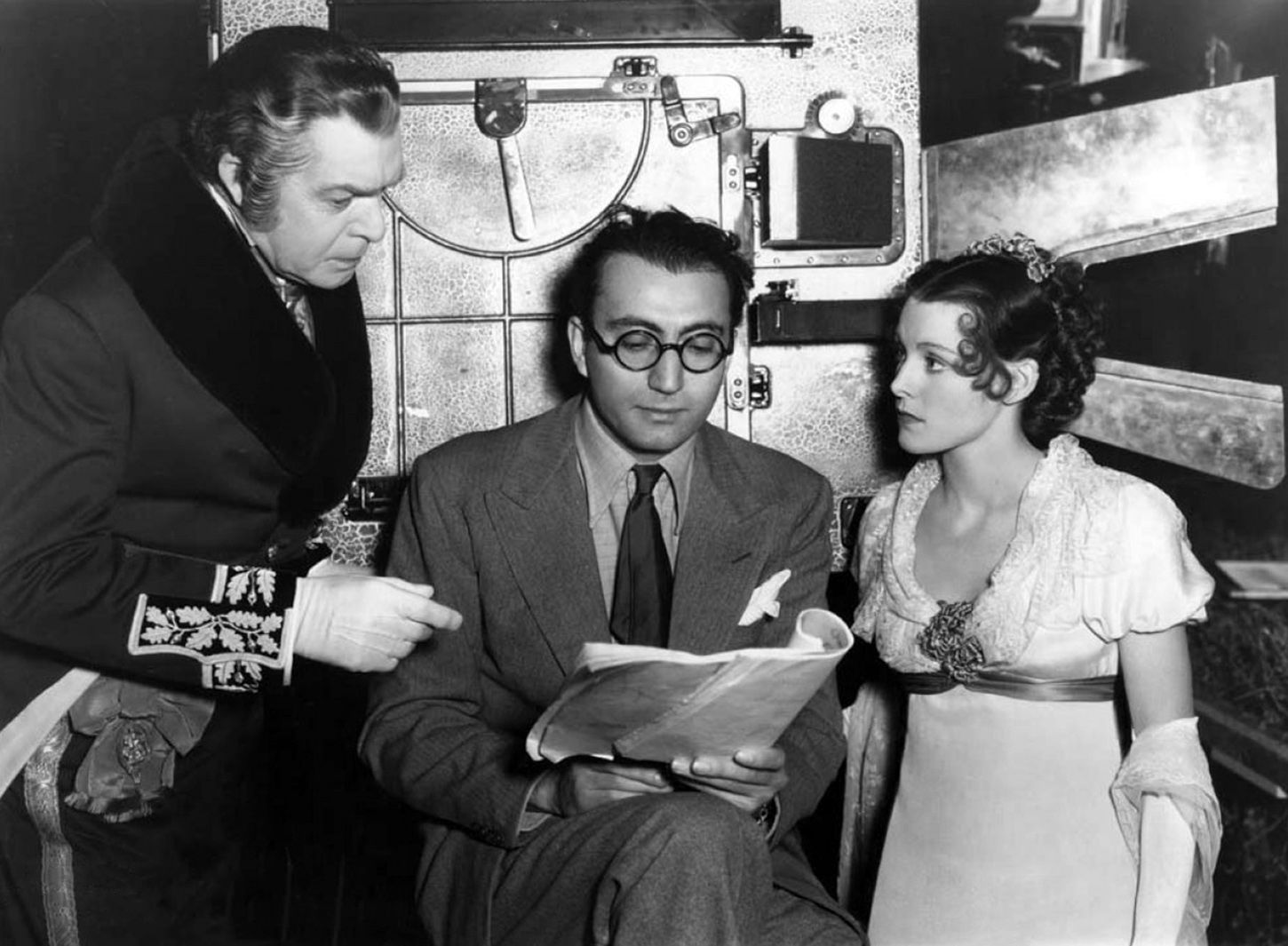
Avec Rouben Mamoulian et Frances Dee, sur le tournage de Becky Sharp (1935)

Marqué par la tournée en Angleterre de son aîné et modèle Maurice Barrymore en 1884, William Faversham décide de se consacrer au théâtre et s'installe aux États-Unis vers 1885. Il débute à Broadway (New York) en 1887, dans The Highest Bigger (avec Belle Archer), et y interprète une quarantaine de pièces ; la dernière en 1931 est Le Marchand de Venise de William Shakespeare, avec Pedro de Cordoba, Fritz Leiber et Tyrone Power Sr. Dans l'intervalle, il joue également avec May Robson (ex. : L'Importance d'être Constant d'Oscar Wilde en 1895), Maude Adams (Roméo et Juliette de William Shakespeare en 1899), Guy Standing (ex. : Dora de Victorien Sardou en 1901), ou encore Gabrielle Dorziat (son unique prestation à Broadway en 1914, dans L'Épervier de Francis de Croisset).
Toujours à Broadway, il est aussi metteur en scène et producteur de plusieurs pièces. Sa première mise en scène, en 1905-1906, est Le Mari de l'Indienne (en) d'Edwin Milton Royle (pièce portée trois fois à l'écran, notamment en 1931), qu'il joue aux côtés de Theodore Roberts, puis reprend en 1921-1922. Parmi ses productions, citons Jules César de William Shakespeare en 1912, avec Lionel Belmore, Berton Churchill et Tyrone Power Sr., lui-même personnifiant Marc Antoine.
Au cinéma, William Faversham apparaît dans douze films américains, les six premiers muets et sortis de 1915 à 1924, dont The Right of Way (1915, avec Henry Bergman) et The Man Who Lost Himself (1920, avec Hedda Hopper). Après le passage au parlant, il contribue à six autres films de 1934 à 1937 (les deux derniers étant des westerns). Le plus connu est sans doute Becky Sharp de Rouben Mamoulian et Lowell Sherman (1935, avec Miriam Hopkins), où il tient le rôle du duc de Wellington.
Pour cette contribution au cinéma, une étoile lui est dédiée sur Walk of Fame d'Hollywood Boulevard.

## Théâtre à Broadway (intégrale)
(comme acteur, sauf mention contraire ou complémentaire)
- 1887 : The Highest Bidder de Robert Reece et Morton Maddison, avec Belle Archer
- 1893 : The Younger Son de David Belasco, avec May Robson
- 1894-1895 : The Masqueraders d'Henry Arthur Jones
- 1895 : L'Importance d'être Constant (The Importance of Being Earnest) d'Oscar Wilde, avec May Robson
- 1895 : Gudgeons de Thornton Clark et Louis N. Parker
- 1896 : Marriage de Brandon Thomas et Henry Keeling, avec Robert Edeson
- 1896-1897 : Under the Red Robe d'Edward Everett Rose
- 1897 : A Man and His Wife de George Fleming
- 1898 : The Conquerors de Paul M. Potter
- 1898-1899 : Phroso d'Anthony Hope
- 1899 : Lord and Lady Algy (en) de R. C. Carton (en), avec May Robson, Guy Standing
- 1899 : Roméo et Juliette (Romeo and Juliet) de William Shakespeare, avec Maude Adams
- 1899-1900 : My Lady's Lord d'H.V. Esmond, avec Guy Standing
- 1900 : Brother Officers de Leo Trevor, avec Guy Standing
- 1900 : A Man and His Wife de George Fleming, reprise, avec Guy Standing
- 1901 : Brother Officers de Leo Trevor, reprise, avec Guy Standing, Wallace Worsley
- 1901 : Dora (Diplomacy) de Victorien Sardou, avec Guy Standing, Wallace Worsley
- 1901 : A Royal Rival de Gerald du Maurier, avec Snitz Edwards
- 1901 : Prince Charlie de Robert Marshall
- 1902-1903 : Imprudence d'H.V. Esmond, avec Richard Bennett
- 1903 : Miss Elizabeth's Prisoner de Robert Neilson Stephens et E. Lyall Swete
- 1903 : Lord and Lady Algy (en) de R. C. Carton (en), reprise
- 1904 : Letty d'Arthur Wing Pinero
- 1905-1906 : Le Mari de l'Indienne (The Squaw Man) d'Edwin Milton Royle, avec Theodore Roberts (+ metteur en scène, conjointement avec Edwin Milton Royle)
- 1908-1909 : El gran Galeoto (The World and His Wife) de José de Echegaray, adaptation de Charles Frederick Nirdlinger, avec Lionel Belmore (+ metteur en scène et producteur)
- 1909 : The Barber of New Orleans d'Edward Childs Carpenter, avec Lionel Belmore, Berton Churchill (+ metteur en scène et producteur)
- 1909 : Hérode (Herod) de Stephen Phillips, avec Lionel Belmore, Berton Churchill
- 1911 : The Faun d'Edward Knoblauch, avec Lionel Belmore
- 1912 : Jules César (Julius Caesar) de William Shakespeare, avec Lionel Belmore, Berton Churchill, Tyrone Power Sr. (+ producteur)
- 1914 : Othello ou le Maure de Venise (Othello, the Moor of Venice) de William Shakespeare, avec Constance Collier, Pedro de Cordoba
- 1914 : L'Épervier (The Hawk) de Francis de Croisset, adaptation de Marie Zane Taylor, avec Richard Dix, Gabrielle Dorziat, Conway Tearle
- 1916 : Getting Married de George Bernard Shaw, avec Lumsden Hare (+ metteur en scène et producteur)
- 1917 : Misalliance de George Bernard Shaw, avec Elizabeth Risdon (+ metteur en scène et producteur)
- 1917 : The Old County de Dion Calthrop (+ producteur)
- 1917-1918 : Lord and Lady Algy (en) de R. C. Carton (en), reprise, avec Lumsden Hare
- 1918 : Allegiance d'Amelie Rives et Pierre Troubetzkoy, avec Blanche Yurka (+ producteur)
- 1920-1921 : Le Prince et le Pauvre (The Prince and the Pauper), adaptation par Amelie Rives du roman éponyme de Mark Twain, avec Reginald Barlow (+ metteur en scène)
- 1921 : The Silver Fox de Ferencz Herczeg, adaptation de Cosmo Hamilton, avec Ian Keith, Violet Kemble-Cooper (+ metteur en scène)
- 1921-1922 : Le Mari de l'Indienne (The Squaw Man) d'Edwin Milton Royle, reprise (+ metteur en scène)
- 1923 : A Lesson in Love de Rudolf Besier et May Eddington (+ metteur en scène)
- 1924 : Leah Kleschna de C.M.S. McLellan, avec Katharine Alexander, Lowell Sherman
- 1924 : La Maschera e il Volto (The Mask and the Face) de Luigi Chiarelli, adaptation de Chester Bailey Fernald, avec Lumsden Hare, Robert Montgomery
- 1928 : Dora (Diplomacy) de Victorien Sardou, reprise, avec Charles Coburn, Tyrone Power Sr.
- 1928 : Hotbed de Paul Osborn, avec Josephine Hull, Preston Sturges
- 1929 : Her Friend the King d'A.E. Thomas et Harrison Rhodes
- 1931 : Le Marchand de Venise (The Merchant of Venice) de William Shakespeare, avec Pedro de Cordoba, Fritz Leiber, Tyrone Power Sr.

## Filmographie complète
- 1915 : The Right of Way (it) de John W. Noble
- 1915 : One Million Dollars de John W. Noble
- 1919 : The Silver King de George Irving
- 1920 : The Man Who Lost Himself de Clarence G. Badger et George D. Baker
- 1920 : The Sin That Was His d'Hobart Henley
- 1924 : The Sixth Commandment de Christy Cabanne
- 1934 : Lady by Choice de David Burton
- 1934 : Secret of the Chateau de Richard Thorpe
- 1935 : Mystery Woman (en) de Eugene Forde
- 1935 : Becky Sharp de Rouben Mamoulian et Lowell Sherman
- 1937 : The Singing Buckaroo de Tom Gibson
- 1937 : Arizona Days (en) de John English

## Galeries photos

### Au théâtre

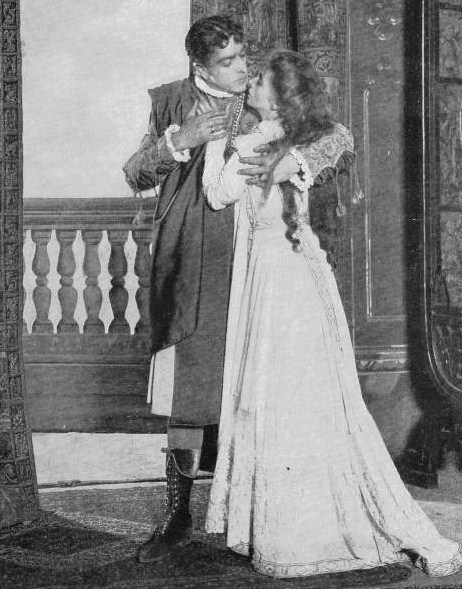
Avec Maude Adams, dans Roméo et Juliette (1899)
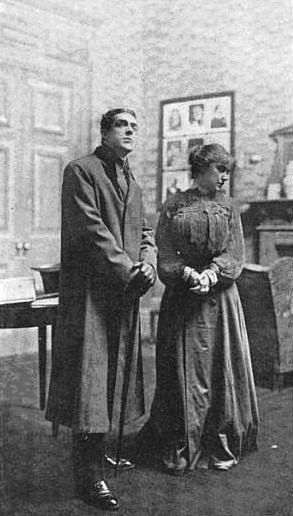
Avec Carlotta Nillson, dans Letty (1904)
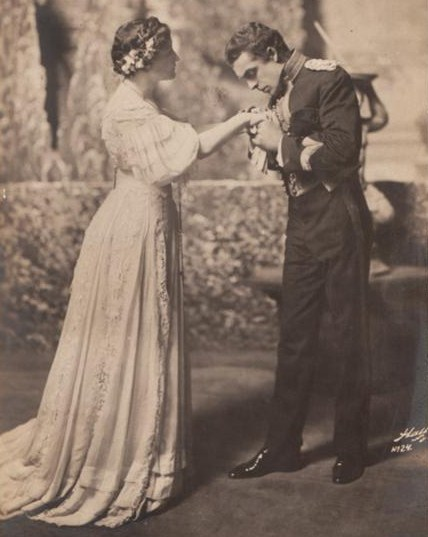
Avec Selene Johnson, dans Le Mari de l'Indienne (1905)

### Au cinéma

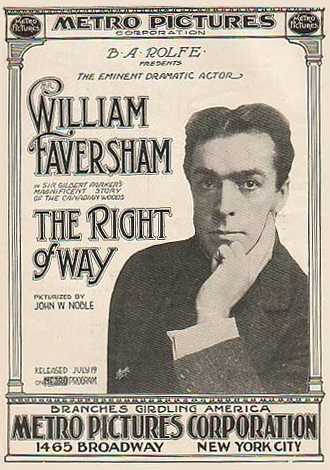
Dans The Right of Way (it) (1915, poster promotionnel)
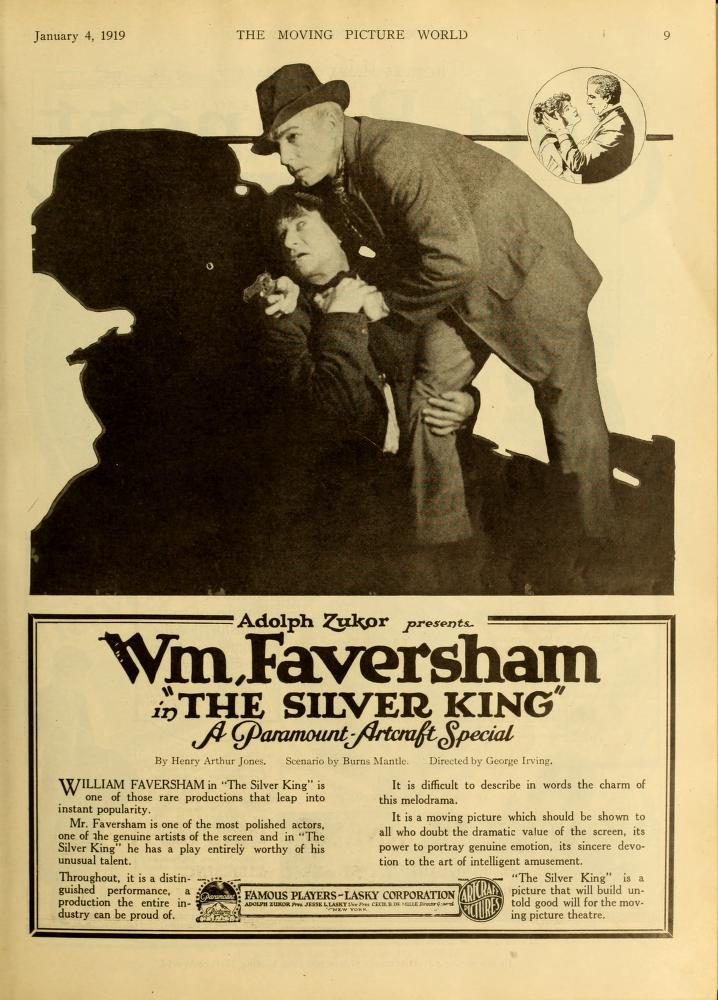
Dans The Silver King (1919, poster promotionnel)
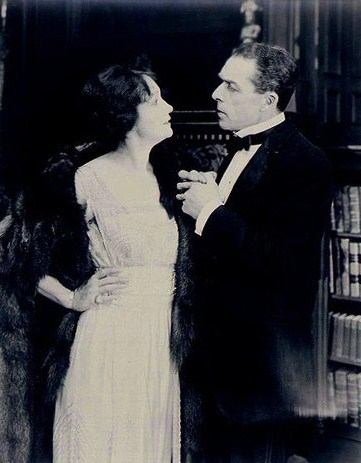
Avec Hedda Hopper, dans The Man Who Lost Himself (1920)
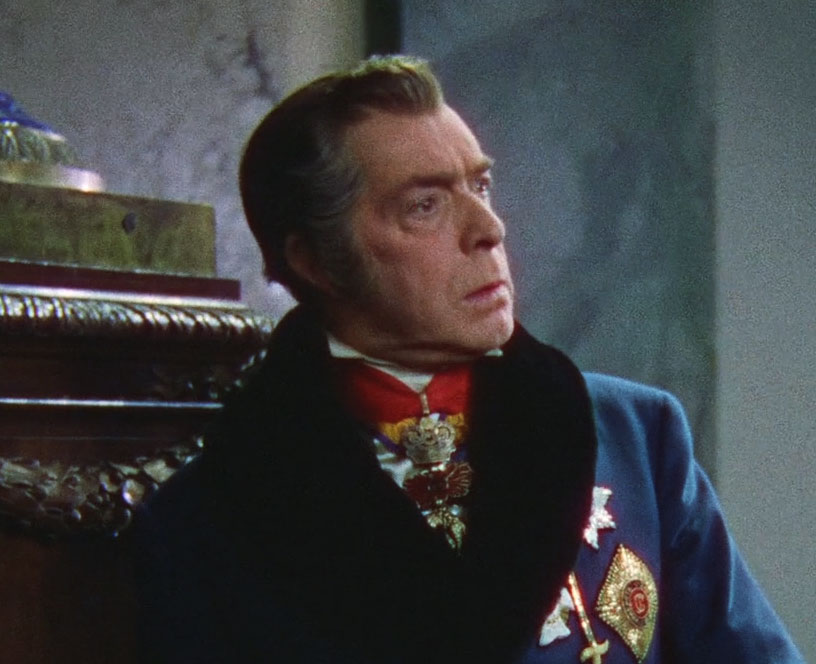
Dans Becky Sharp (1935)